# Murarbin
Murarbin (Osmia) är ett släkte solitära bin i familjen buksamlarbin.

## Beskrivning
De ingående arterna är kraftigt byggda, med stora huvuden, kraftiga, tretandade mandibler, runda mellankroppar och korta bakkroppar. Grundfärgen är svart, ibland med ett metalliskt skimmer, men den döljs ofta av den relativt långa pälsen som kan vara färgad vitaktig, brun, röd eller svart. Honans scopa, bukens hårborste för polleninsamling, är vitaktig, röd eller svart. Tergiternas bakkanter kan ha mindre tydliga, ljusa hårband, men ofta saknas sådana helt. Arternas kroppslängd varierar mellan 4 och 17 mm (i Skandinavien 7 till 12 mm).

## Ekologi
Bland de ingående arterna finns både oligolektiska, specialister, som flyger till blommor från ett eller ett begränsat urval av växtsläkten, och polylektiska, som besöker blommor från flera olika växtfamiljer. Som värdväxter är ärtväxter, ljungväxter och kransblommiga växter vanliga.

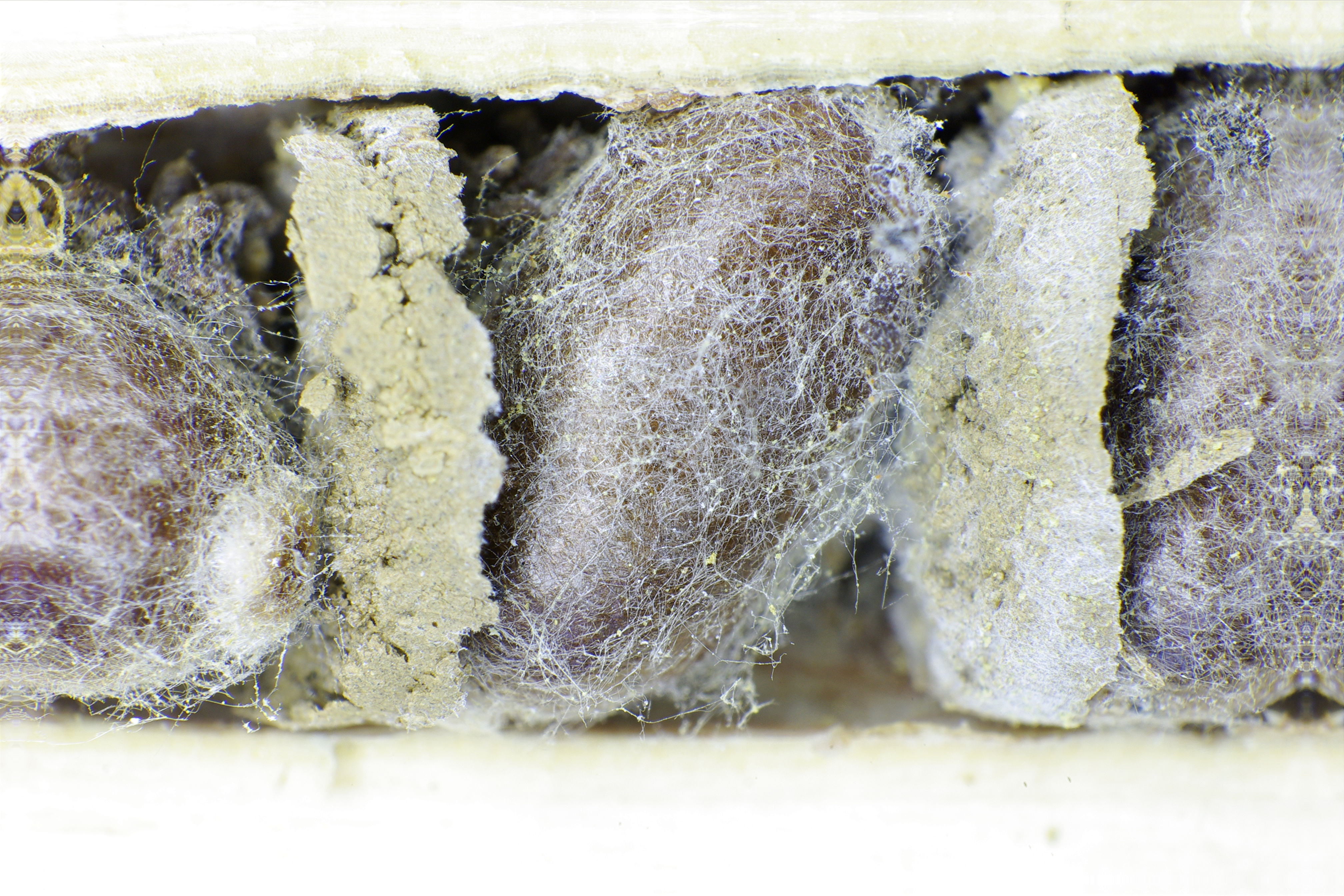
Kokonger av rödmurarbi inmurade i ett rörformat hål

Murarbin lever solitärt, honorna ansvarar ensamma för avkomman, och bygger bon i övergivna insektsgångar i murket trä, i tomma snäckskal, i ihåliga växtstjälkar, bland stenar, i murar eller i jorden. Bona konstrueras helt eller delvis av lera eller tuggade växtdelar.

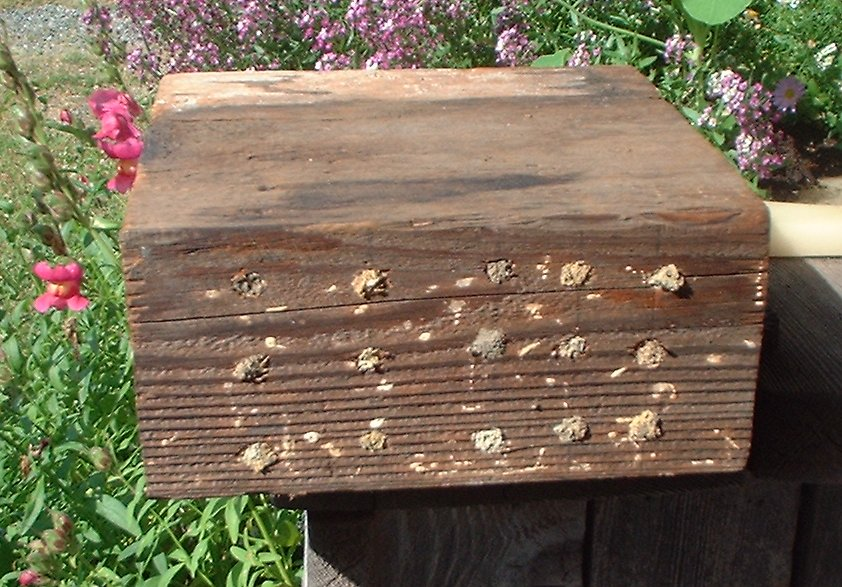
Hemmagjort, fullbelagt bihotell

De kan lätt fås att bygga bo i så kallade bihotell, till exempel borrade hål i träbitar eller i "batterier" av rör i trä, plast, papper, kartong eller vass. På vissa ställen odlas de på detta sätt för sin förmåga att pollinera blommande växter.

## Utbredning
De ingående arterna finns framför allt i Palearktis och Nearktis, vissa även i den orientaliska regionen och Neotropikerna. I hela världen finns 325 arter varav 90 arter i Europa.

### Arter i Sverige och Finland
I Sverige finns nedanstående 16 arter varav 2 arter är rödlistade. I Finland finns 11 av arterna, varav 5 är rödlistade.
- guldmurarbi	(Osmia aurulenta) Saknas i Finland
- blåmurarbi	(Osmia caerulescens) Saknas i Finland
- fibblemurarbi	(Osmia leaiana) Sårbar i Finland
- klintmurarbi	(Osmia niveata) Nationellt utdöd i Sverige, saknas i Finland
- lingonmurarbi	(Osmia laticeps) Nära hotad i Finland
- stenmurarbi	(Osmia inermis)
- havsmurarbi	(Osmia maritima) Starkt hotad i Sverige, saknas i Finland
- skogsmurarbi	(Osmia nigriventris)
- backmurarbi	(Osmia parietina)
- lundmurarbi	(Osmia pilicornis) Sårbar i Finland
- fjällmurarbi	(Osmia svenssoni) Kunskapsbrist i Sverige, sårbar i Finland
- hedmurarbi	(Osmia uncinata)
- snäckmurarbi	(Osmia bicolor) Sårbar i Finland
- rödmurarbi	(Osmia bicornis)
- tajgamurarbi (Osmia disjuncta) Kunskapsbrist i Sverige och Finland (relativt ny art)
- fruktmurarbi (Osmia cornuta) Nyupptäckt, ännu ej bedömd art i Sverige; saknas i Finland